# Theodora Goss
Pour les articles homonymes, voir Goss.
Theodora Goss, née le 30 septembre 1968, est une romancière et poétesse américaine d'origine hongroise. Ses œuvres ont été nommées aux prix Nebula, Locus, Mythopoeic, World Fantasy et Seiun. Ses nouvelles et sa poésie sont publiées dans de nombreux magazines et anthologies.

## Biographie
Theodora Goss est née en Hongrie et immigre aux États-Unis dans son enfance,. Elle est titulaire d'un Bachelor of Arts de l'Université de Virginie, d'un Juris Doctor de la Faculté de droit de Harvard, d'une maîtrise et d'un doctorat en anglais de l'Université de Boston. Elle est également diplômée des ateliers d'écriture Odyssey (en) et Clarion. Sa première histoire, « The Rose in Twelve Petals », a été vendue et publiée alors qu'elle était encore étudiante à Clarion.
Elle enseigne à l'Université de Boston et au Stonecoast MFA Program in Creative Writing (en) (un programme d'écriture créative).

## Carrière
Elle contribue à de nombreuses publications, notamment Apex Magazine (en), Clarkesworld Magazine (en), The Journal of Mythic Arts, Exotic Gothic, The Year's Best Fantasy and Horror, Polyphony, Realms of Fantasy (en), Alchemy et Strange Horizons, et a écrit une introduction au livre Disturbing Muses de Mike Allen (en).
Le premier roman de Goss, The Strange Case of the Alchemist's Daughter (en), est publié par Saga Press en juin 2017, et une suite, European Travel for the Monstrous Gentlewoman, sort en juillet 2018 chez le même éditeur.

## Distinctions

### Nominations
Les écrits de Theodora Goss sont nommés à de nombreux prix :
- 2005 : prix World Fantasy de la meilleure nouvelle pour The Wings of Meister Wilhelm
- 2007 : prix Nebula pour Pip and the Fairies
- 2008 : prix Mythopoeic pour In the Forest of Forgetting
- 2011 : prix Locus pour The Mad Scientist's Daughter
- 2015 : prix Mythopoeic pour Songs for Ophelia
- 2017 : prix Locus pour Red as Blood and White as Bone
- 2018 : prix Nebula pour The Strange Case of the Alchemist's Daughter
- 2018 : prix Compton-Crook pour The Strange Case of the Alchemist's Daughter[7]
- 2019 : prix Shirley-Jackson (nouvelle) pour How to Become a Witch-Queen[8]

### Récompenses
- 2004 : prix Rhysling (en) du meilleur long poème pour Octavia is Lost in the Hall of Masks[9]
- 2008 : prix World Fantasy de la meilleure nouvelle pour Singing of Mount Abora[10]
- 2017 : prix Rhysling (en) du meilleur long poème pour Rose Child[11]
- 2018 : prix Locus du meilleur premier roman pour The Strange Case of the Alchemist’s Daughter[12]

## Œuvres

### Livres

#### SérieThe Extraordinary Adventures of the Athena Club
1. (en) The Strange Case of the Alchemist's Daughter, Saga Press, 2017
2. (en) European Travel for the Monstrous Gentlewoman, Saga Press, 2018
3. (en) The Sinister Mystery of the Mesmerizing Girl, Saga Press, 2019

#### Autres
- (en) In the Forest of Forgetting, Prime Books, 2006, recueil
- (en) Interfictions: An Anthology of Interstitial Writing, Interstitial Arts Foundation, 2007, recueilÉcrit avec Delia Sherman.
- (en) Voices from Fairyland: The Fantastical Poems of Mary Coleridge, Charlotte Mew and Sylvia Townsend Warner, Aqueduct Press, 2008, recueil
- (en) The Thorn and the Blossom: A Two-Sided Love Story, Quirk Books, 2012Écrit avec Scott Mckowen.
- (en) Snow White Learns Witchcraft: Stories and Poems, Mythic Delirium Books, 2019, recueil

### Nouvelles
- (en) The Rose in Twelve Petals, Realms of Fantasy, 2002
- (en) The Rapid Advance of Sorrow, Lady Churchill's Rosebud Wristlet, 2002
- (en) Professor Berkowitz Stands on the Threshold, Polyphony 2, 2003
- (en) In the Forest of Forgetting, Realms of Fantasy, 2003
- (en) Sleeping with Bears, Strange Horizons, 2003
- (en) Lily, with Clouds, Alchemy 1, 2003
- (en) Miss Emily Gray, Alchemy 2, 2004
- (en) The Wings of Meister Wilhelm, Polyphony 4, 2004
- (en) The Belt, Flytrap 4, 2005
- (en) A Statement in the Case, Realms of Fantasy, 2005
- (en) Pip and the Fairies, Strange Horizons, 2005
- (en) Death Comes for Ervina, Polyphony 5, 2005
- (en) Lessons with Miss Gray, Fantasy Magazine, 2006
- (en) Letters from Budapest, Alchemy 3, 2006
- (en) Singing of Mount Abora, Logorrhea: Good Words Make Good Stories, 2007
- (en) Princess Lucinda and the Hound of the Moon, Realms of Fantasy, 2007
- (en) Catherine and the Satyr, Strange Horizons, 2007
- (en) Her Mother's Ghosts, Clarkesworld Magazine 23, 2008
- (en) The Puma, Apex Magazine, 2009
- (en) Csilla's Story, Other Earths, 2009
- (en) Child-Empress of Mars, Interfictions 2, 2009
- (en) The Mad Scientist's Daughter, Strange Horizons, 2010
- (en) Fair Ladies, Apex Magazine, 2010
- (en) Pug, Asimov's Science Fiction, 2011
- (en) Christopher Raven, Ghosts by Gaslight, 2011
- (en) Woola's Song, Under the Moons of Mars, 2012
- (en) Beautiful Boys, Asimov's Science Fiction, 2012
- (en) England under the White Witch, Clarkesworld Magazine 73, 2012
- (en) Estella Saves the Village, Queen Victoria's Book of Spells, 2013
- (en) Lost Girls of Oz, Oz Reimagined: New Tales from the Emerald City and Beyond, 2013
- (en) Blanchefleur, Once Upon a Time: New Fairy Tales, 2013
- (en) Elena's Egg, Exotic Gothic 5, 2013
- (en) Cimmeria: From the Journal of Imaginary Anthropology, Lightspeed Magazine, 2014
- (en) In Autumn, Daily Science Fiction, 2015
- (en) Red as Blood and White as Bone, Tor.com, 2016
- (en) The Other Thea, The Starlit Wood, 2016
- (en) To Budapest, With Love, Uncanny Magazine 14, 2017
- (en) Come See the Living Dryad, Tor.com, 2017
- (en) Snow, Blood, Fur, Daily Science Fiction, 2017
- (en) How to Become a Witch-Queen, Hex Life: Wicked New Tales of Witchery, 2019